# Bosanska Otoka
Bosanska Otoka falu Bosznia-Hercegovinában, a Bosznia-hercegovinai Föderáció Una-Szanai kantonjában, Bosanska Krupa községben.

## Fekvése
Bosznia-Hercegovina északnyugati részén, Bihácstól légvonalban 29, közúton 46 km-re északkeletre, Bosanska Krupa központjától légvonalban 8, közúton 11 km-re északra, az Una völgyében, a folyó két partján és huszonnégy szigetén fekszik. A folyó két partján fekvő településrészeket 1920-ban épített acélhíd köti össze egymással.

## Népessége
| Nemzetiségi csoport | Népesség 1991 | Népesség 2013 |
| ------------------- | ------------- | ------------- |
| Szerb               | 223           | 1             |
| Bosnyák             | 4962          | 3164          |
| Horvát              | 17            | 10            |
| Jugoszláv           | 52            | 0             |
| Egyéb               | 55            | 46            |
| Összesen            | 5309          | 3221          |

## Története
Otoka ősidők óta lakott hely. Azon a régi római úton fekszik, amely az Adriai-tengert a Dunával kötötte össze Salonától Sisciáig. Otoka környékén több helyen is, különösen a Malkića Otokán, Ivanjskában és Ljusinában megtalálhatók az ősi épületek romjai. A falu melletti Osmači-hegyen a történelem előtti időkből származó agyagedényeket találtak.  Otokától lefelé, Malkića Otoka környékén római települések nyomaira is bukkantak. A római uralom idején a Középső Unamente területe, így Otoka területe is Dalmácia római tartományhoz tartozott. Amikor 395-ben a Római Birodalmat Nyugat- és Keletrómai Birodalomra osztották, az Unamente a Nyugatrómai Birodalom része lett. Ettől az időszaktól kezdve említik először a szigetet településként Insula néven, ami latinul szigetet, épületet, épületcsoportot jelent. A Római Birodalom hanyatlása és az emberek nagy vándorlása óta szinte semmi információ nincs a középső Unamente területén történt eseményekről. Csak annyit tudni, hogy az 5., 6. és 7. században a keleti gótok, majd az avarok hatoltak be a vidékre, akikkel a szláv lakosság is érkezett.
A középkorban Otoka területe a Horvát Királyság, majd a Horvát-Magyar Királyság része lett. A 10. században a „Pset” nevű horvát zsupániához tartozott. Az itt létrejött települést Otok néven először 1264-ben említi Mihály, szanai ispán oklevele. ekkor a blagaji Babonić nemzetség birtokolta. 1370-ben blagaji Pál a szigetet testvérének, Dénesnek (Dionys) adományozta. Megemlítik, hogy 1389-ben a szigeten tartózkodott Babonić István, aki a várból bosnyák csapatokkal támadta meg Zrínyieket. Otoka 1418-ban formálisan királyi várrá vált, de még mindig a blagaji Babonićok voltak az igazi urai. A 15. és 16. században a Blagaji grófok szívesen tartózkodtak Otokán, akiknek itteni várnagyaik védték birtokaikat. Leginkább blagaji Gergely tartózkodott a szigeten, akit 1505-ben itt látogatott meg a velencei követ. Ebben a korban Otoka környékén viszonylag sűrűn, horvát katolikus lakosság élt. Azon a területen, ahol ma Otoka vára található, már a középkorban is egy régi erőd állt, amely az Una folyó melletti dombra épült. Ennek a részben kőből, részben fából épült erődítménynek csak egy része maradt fenn.
A boszniai középkori állam 1463-as bukása után a törökök fokozatosan hódították meg az Una folyó menti horvát területeket. Az első nagyobb török támadást a mai Bosanska Krupa környéke ellen 1509-ben hajtották végre, amikor mintegy 2000 török katona érkezett a krupai vár alá, de ezt a támadást, akárcsak az 1522-es és 1523-ast is visszaverték. A török sereg mélyebbre hatolva Horvátországba, 1530-ban Bužim alá érkezett és feldúlta környékét, 1553-ban pedig Otoka környékét is lerohanta. A hadjáratból nagy sereggel Kladusába visszatérő, Huszein Malkocs bég török hadvezér 1558-ban teljesen felgyújtotta otokát és környékét. 1565-ben a horvátok teljesen elvesztették hatalmukat Otoka felett. Ezt követően a királyi és báni seregek kétszer is portyáztak Otoka vidékén, 1685-ben gróf Herberstein tábornok, 1688-ban pedig Erdődy Miklós horvát bán parancsnoksága alatt.
Az őshonos horvát katolikus lakosság már a török hadsereg első betörésekor elkezdte elhagyni ezeket a területeket, és egyre mélyebbre költözött Horvátországba. Néhány horvát család azonban ittmaradt, és feltételezhető, hogy közülük több át is tért az iszlámra (egyes megbízhatatlan néphagyományok szerint Bratić és Nuhanović családok ősei a törökök iszlámra érkezése után tértek át a katolicizmusról). Ezeken a vidékeken az első muszlim telepesek többnyire a török hadsereg tagjai és tisztviselői voltak, az első telepesek közül a következő családokat említik: Bešići, Mustedanagići, Alukići, Fajići, Redžići, Suljići, Jusići, Pašići, Osmanlići, Islamovići, Omerćanhajići, Fetići, Suljkanovići, Šahinovići és Bajrići. A terület meghódítása után a törökök egy kis katonai helyőrséget hoztak létre Otokán, melynek parancsnoka egy dizdar volt. A török közigazgatásban területe Krupával és környékével együtt Kamengrádi kadiluk alá került. Abban az időben a törökök Otokát Ada Kebirnek nevezték, ami fordításban Nagy Adát jelent.

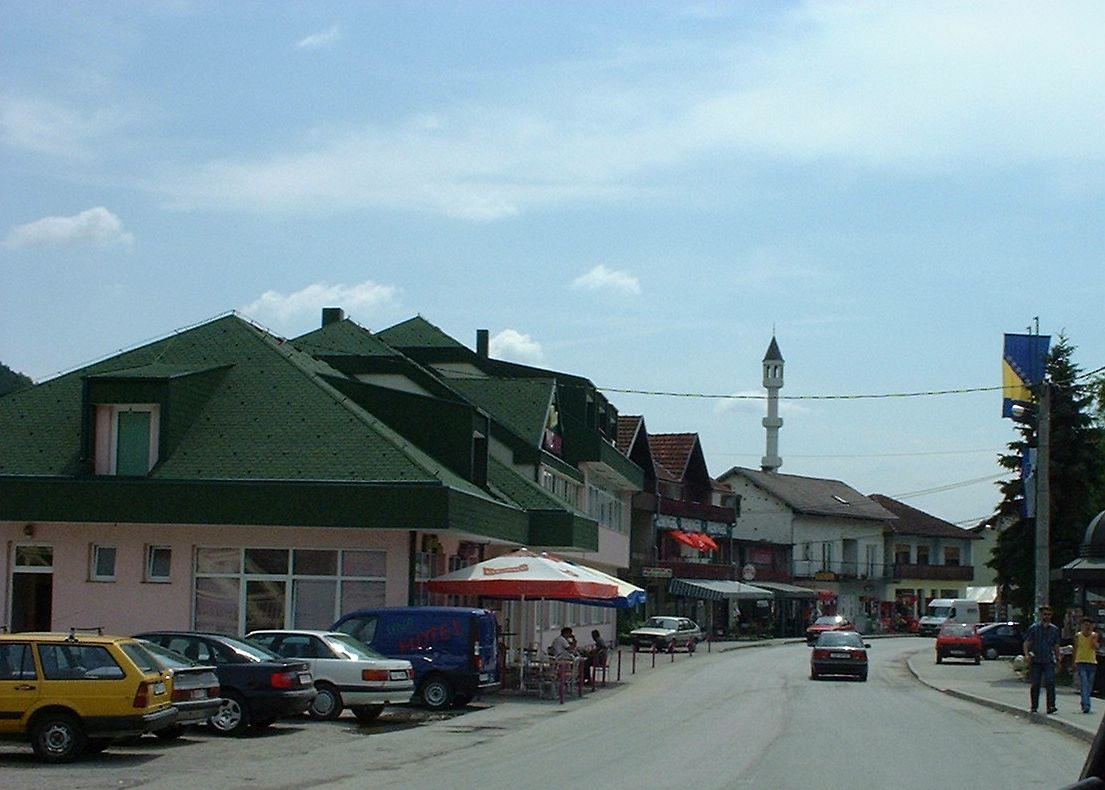
Utcarészlet

A 16. és 17. század időszakában ez a terület állandó konfliktusok és háborúk színtere a török és az osztrák birodalom között. Ebben az időszakban sok muszlim menekült vándorolt be Lika környékéről ezekre a területekre, és közülük sokan itt telepedtek le. Ebben az időszakban egyes dokumentumok szerint Komići, Mehići és Vranići szigetre költöztek. A komićiak valószínűleg a 17. század közepén Udbina környékéről költöztek Otokára. Miután a szigetre költöztek, néhány komići megváltoztatta vezetéknevét, és a Mujagići, Halilovići, Sumbiljevići és Varmezovići neveket vette fel. A 18. században újabb népességnövekedés következett be Otoka területén, így a lakosság Ljusina és Ivanjska irányába terjeszkedett. Az 1871-től 1878-ig tartó időszakban Krupáról a Kadići, Arapušáról a Čauševići, a Bužim melletti Radoč-hegyről a Jakupovići család vándorolt be Otokára. Ebben az időszakban Otoka tágabb vidékére kisebb számú ortodox lakosság is bevándorolt.
Bár Otoka korábbi jelentőségét és védelmi szerepét egyre inkább elvesztette, a 19. század első évtizedeiben a várnak még saját őrsége és ágyúi voltak. Az 1833-as hivatalos török összeírás szerint Otokán a legénységen kívül még két ágyú volt. Az otokai erőd akkoriban már jelentősen elhanyagolt és megrongálódott, így 1838-ban teljesen elhagyták és sorsára hagyták. Egy 1834-es török jelentés szerint az erőd körül több mint 300 lakos élt. Akkor még nem volt híd az Una folyón Otokán, de a folyón komp közlekedett. A kereskedés szükségessége miatt a régi török út helyére amely Novi irányából Krupa irányába haladt át Otokán, 1865-ben épült meg az első út. Abban az időben az Una folyón való átkeléshez fahidat építettek. 1878-ban e területek Osztrák-Magyar Monarchia általi megszállása után a muszlim lakosság jelentős része elhagyta ezeket a területeket és Törökországba költözött.

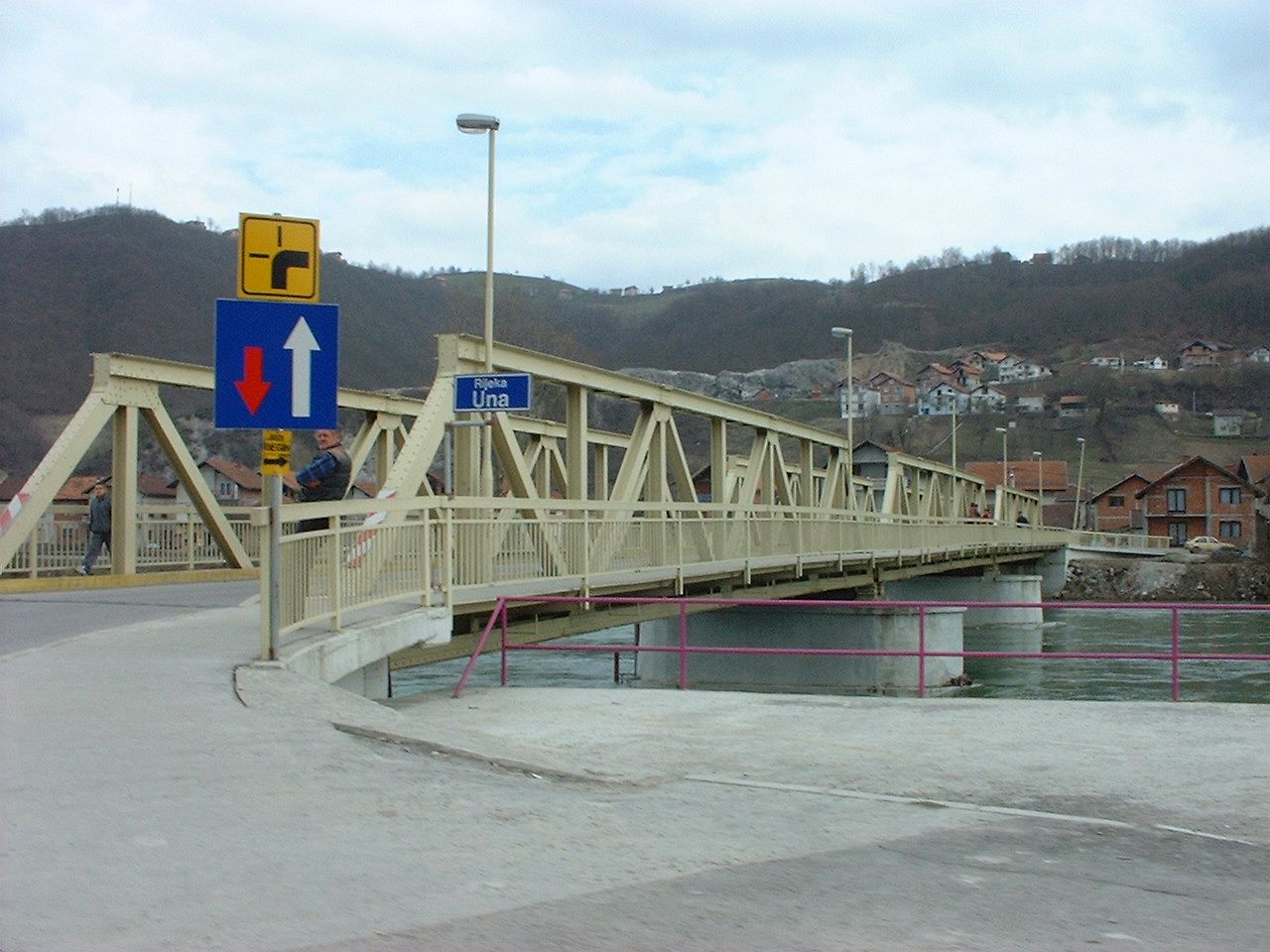
Az 1920-ban épített híd az Unán

Az első világháború idején Ausztria-Magyarország vasútvonalat épített, amely Novi irányából érkezett a szigetre, és Krupa irányába haladt. Ausztria-Magyarország bukása után Otoka Krupa része maradt. Az egész második világháború alatt erős usztasa és német erők állomásoztak Otokán, mely először 1942. november 6-án került a partizánok uralma alá, akiknek irányítása alatt állt egészen 1943 januárjáig. Ekkor ismét usztasa uralom alá került és csak 1945. április 25-én szabadult fel végleg. 1955-től Otoka község 190 négyzetkilométer területtel és 9599 lakossal, valamint Banjani, Baštra, Srednji Bušević, Glavica, Ivanjska, Jezerski, Ljusina, Mahmić Selo és Otoka falvakkal rendelkezett. 1958-ban csatolták Bosanska Krupa községhez.
A boszniai háború idején a szerb erők 1992 májusának második felében foglalták el a Crkvina nevű stratégiai fontosságú magaslatot, ahonnan tüzérsége naponta szórta a halált Bosanska Otokára. A szerb állások ellen az első nagyobb hadműveletre 1992. augusztus 3-án került sor, amikor a Bosanska Krupa-i területvédelmi egységek és Otoka bátrabb lakói közül körülbelül százan támadtak a Crkvinára, hogy megsemmisítsék az agresszor tűzfészkét. Ez a hadművelet kezdetben nagy sikert hozott, hiszen Crkvinát és Stražbenicát is elfoglalták, a jóval nagyobb számú ellenség pedig menekülni kényszerült. A frontvonal azonban később megszilárdult és a túlerőben levő szerbek elől a különítmény harcosai kénytelenek voltak visszavonulni. Az otokai erőknek 8 halottjuk és 27 sebesültjük volt. Erről az eseményről azóta minden évben megemlékeznek a településen.

## Nevezetességei

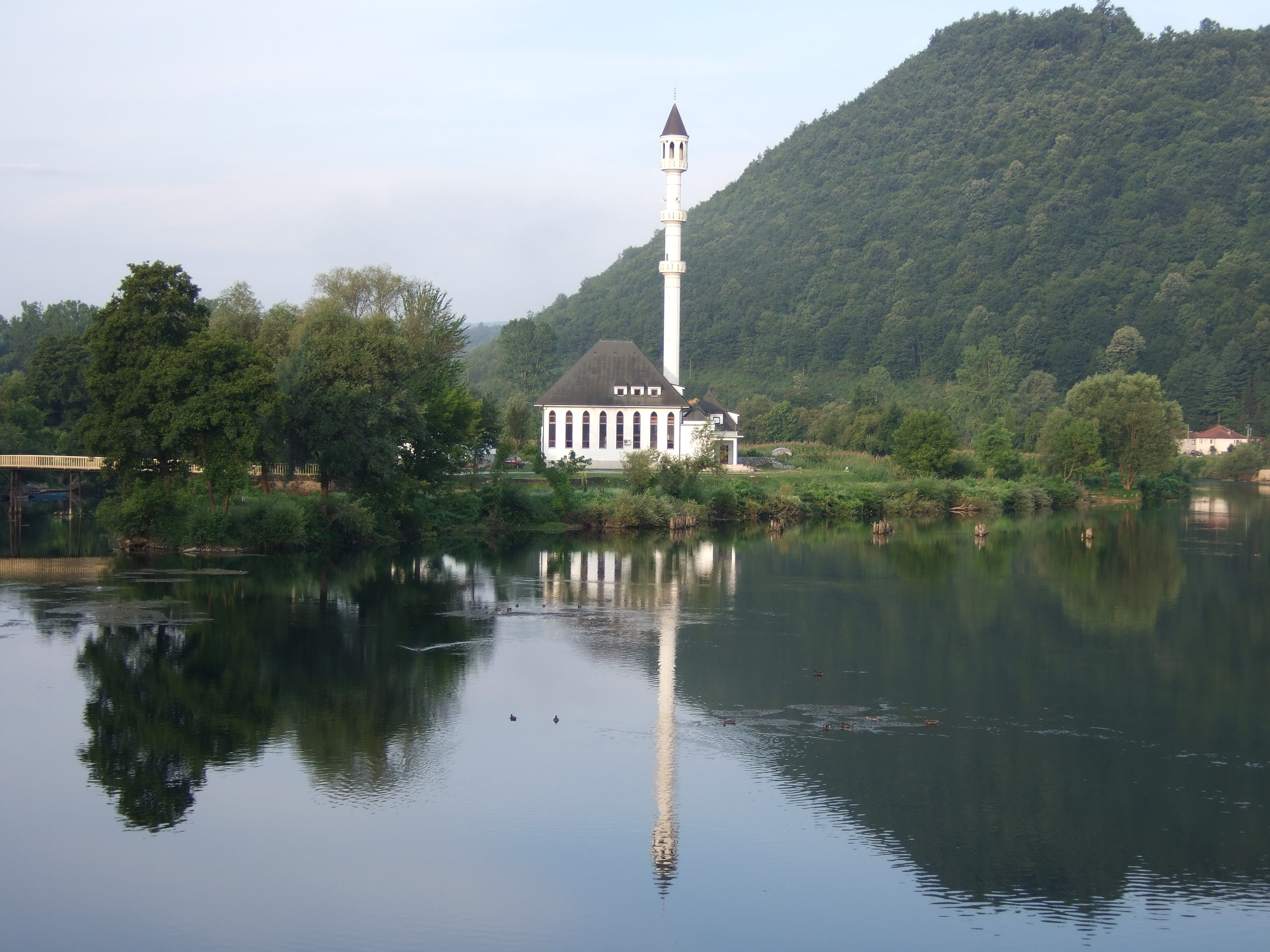
Az Una szigete a mecsettel

- Otoka vára egykor az Una szigetén állt, ennek azonban ma már csak jelentéktelen maradványai láthatók. A vár helyén az oszmán hódítás után mecsetet építettek, amit a közelmúltban elbontottak és a helyére új mecsetet emeltek. A régi mecset minaretjének lábazata az új mecset előterében látható. A mecset mögött látható a középkori vár egyetlen maradványa, egy részben romos, részben átépített falszakasz.[6]

- Miután az oszmánok meghódították Bosanska Otokát, az első mecsetet 1565-ben építették. A régi mecsetet a története négyszer rombolták le, de ugyanannyiszor újjáépítették. Utoljára a 90-es években, a boszniai háború idején rombolták le, majd 2001-ben kuvaiti segítséggel építették újjá. Az érintetlen természet és a tiszta Una különleges hangulatot varázsol erre a környezetre. A mecsethez ma csak egy hídon lehet eljutni, amely a szigetre vezet, amelyen a mecset és a 47 méter magas minaret található. Ez az egyetlen olyan mecset Európában, amely egy folyó szigetén áll. A klasszikus, bosnyák stílusban épített mecsethez körülbelül 850 háztartás tartozik és körülbelül 800-an imádkozhatnak egyszerre benne. A mecsethez muszlim iskola és könyvtár is tartozik. Itt működik a ma is aktív „Nur” nőegyesület. A mecsetbe több szimbólumot építettek be. Az új mecset mennyezetét 153 villanykörte díszíti, és a minaretben ennyi lépcső van, ami azt a tisztelet fejezi ki, amit a falu 153 háborús mártírja iránt a helyi közösség tanúsít.[7]